# Dawid Daniuszewski
Dawid Daniuszewski (ur. 1885, zm. 1944) – polski szachista, czołowy gracz łódzki od pierwszych lat XX wieku do końca lat 20.

## Życiorys
Pierwszy sukces odniósł w roku 1906, zajmując II miejsce (za Akibą Rubinsteinem, a przed Henrykiem Salwe) w mistrzostwach Łódzkiego Towarzystwa Zwolenników Gry Szachowej. Sukces ten powtórzył w rok później, wziął również udział w mistrzostwach Rosji (rozegranych także w Łodzi), w których zajął X miejsce. W 1909 wystąpił w Sankt Petersburgu, zajmując dzielone IV-VI miejsce (w turnieju zwyciężył Aleksander Alechin). Po zakończeniu I wojny światowej był uczestnikiem (w roku 1920) pierwszych mistrzostw RFSRR w Moskwie, ostatecznie dzieląc IX-X miejsce. W 1922 zajął II miejsce w Łodzi, a w 1924 w mieście tym podzielił I-II lokatę. Również w 1924 roku reprezentował barwy Polski na nieoficjalnej olimpiadzie szachowej w Paryżu, uzyskując najlepszy indywidualny wynik w polskiej drużynie. W 1927 wystąpił w rozegranych w Łodzi II mistrzostwach Polski, zajmując X miejsce.
Był autorem Księgi Jubileuszowej Łódzkiego Towarzystwa Zwolenników Gry Szachowej, która została wydana w roku 1938 z okazji trzydziestopięciolecia tego klubu. Przed 1922 napisał (po rosyjsku) monografię poświęconą szachiście rosyjskiemu Michaiłowi Czigorinowi, której jedyny egzemplarz przekazano w 1947 arcymistrzom sowieckim goszczącym w Łodzi. Praca ta, zawierająca omówienie 800 partii szachowych Czigorina, nigdy nie została wydana. Napisał również szkic pracy poświęconej Dawidowi Janowskiemu, która jednak nie została ukończona. 7-stronicowy szkic pt. Dawid Janowski arcymistrz gry królewskiej ukazał się w 1999 w monografii T. Lissowskiego i W. Czaruszyna. 
Podczas okupacji przebywał w getcie łódzkim. Zachowały się zapisy partii szachowych, granych przez Daniuszewskiego uczynione jego własną ręką. Datacja ostatniej partii, którą rozegrał 9 lutego 1944 z drem Salomonem Szapiro, wydaje się wskazywać, iż Dawid Daniuszewski przebywał w getcie aż do czasu jego likwidacji. Nieznane są okoliczności jego zgonu. 
Postaci Dawida Daniuszewskiego jest poświęcona wydana w roku 1999 przez Tomasza Lissowskiego i Wiktora Czaruszyna monografia pt. Daniuszewski. Nieznany rywal Alechina.